# Галерија Милене Павловић-Барили у Пожаревцу
Фондација Миленин дом – Галерија Милене Павловић-Барили је организација основана у складу са Законом о задужбинама, фондацијама и фондовима. Као правни наследник Милене и Данице Павловић-Барили Фондација поседује покретну и непокретну имовину која је чинила имовину мајке Данице, која се у земљишним књигама води као власништво Фондације Миленин дом.
Галерија Милене Павловић-Барили налази се поред зграде Народног музеја у самом центру Пожаревца, у улици Воје Дулића бр. 8. Смештена је у родној кући сликарке, коју је 1962. године њена мајка Даница поклонила Граду, након чега је основана меморијална галерија.

## Историјат
Фондација Миленин дом – Галерија Милене Павловић-Барили основана је у знак захвалности и сећања на нашу чувену, рано преминулу сликарку Милену Павловић-Барили. Иницијатор и главни дародавац је сликаркина мајка Даница Павловић-Барили, која је одлучила да имовину коју је наследила од својих родитеља и уметнички фонд своје преминуле кћери дарује српском народу и да се ова заоставштина сачува као целина.
На основу тестаментног завештања сачињеног у форми уговора о поклону, склопљеног између дародавца Данице Павловић-Барили и поклонопримца, СО Пожаревац, 20. новембра 1961. године основана је Фондација Миленин дом - задужбина Данице Павловић-Барили 1883-1965 и Милене Павловић-Барили 1909-1945 са седиштем у Пожаревцу. Галерија је за јавност свечано отворена 24. јуна 1962. године под кровом преуређене старе породичне куће Павловића. Том приликом Даница Павловић је открила меморијалну плочу са урезаном посветом: „Миленин дом - њеном таленту, вредноћи и младости - мама”.
Фебруара месеца 1966. године Галерија је припојена Народном музеју у Пожаревцу, у чијем је саставу радила до 1997, када је Одлуком оснивача - СО Пожаревац, издвојена из састава Народног музеја и од тада послује као ново правно лице под садашњим називом.
- Мурал на улазу у Галерију
- Изложбена сала
- Намештај из Милениног родног дома
- Лични предмети из детињства
- Лични предмети из зрелог доба

## Фонд Галерије
Фонд Галерије чини:
- 894 уметничка рада Милене Павловић-Барили;
- 51 дело из збирке Бијенала и савремених аутора;
- 9 радова из породичне уметничке збирке.

Наведени радови евидентирани су у Инвентарској књизи Збирке Милене Павловић-Барили, Инвентарској књизи савремене уметности и Збирци породичне заоставштине.
Покретну имовину Фондације чине и личне ствари, библиотека са 228 публикација, документација и архивска грађа чланова породице Павловић и Барили, те на тај начин иста постаје и својеврстан информационо-документациони центар.

### Уметнички радови Милене Павловић-Барили
Збирка уметничких радова Милене Павловић-Барили обухвата 136 уља, 51 пастел, 415 цртежа, 286 темпера и акварела и 6 графика. Међу овим радовима 40 има статус „од великог значаја за републику”.

### Дела из збирке Бијенала и савремених аутора
Ова збирка обухвата 51 рад 48 аутора и то 34 уља на платну, 12 радова на папиру (грфике, акварели и цртежи) и 5 вајарских остварења, насталих у периоду од 1959. до 2013. године. Радови су стечени откупима и поклонима аутора;

### Породична уметничка збирка
Збирка уметничких радова из породичне заоставштине обухвата 9 радова:
- Чекропе Барили (итал. Cecrope Barilli, Миленин деда по оцу): Портрет Данице Павловић-Барили (1910)
- Јован Исаиловић млађи: Портрет Антонија Павловића (1842)
- Миодраг Петровић: Портрет Милице Јанковић (1914)
- Елза Виланд Вучетић: Црквено двориште
- Асен Петков: Даница Павловић-Барили (бронза, 1952)
- Јосип Вучетић: Портрет Данице Павловић-Барилли (1920)
- Аристид Барили (итал. Aristide Barilli): Бруно Барили (бронза, 34 цм)
- Бета Вукановић: Пејзаж са Триглава (уље на картону)[4]

## Стална поставка
Галерија Милене Павловић-Барили је музеј меморијалног типа са уметничким фондом, личним предметима сликарке, личном библиотеком, породичном заоставштином и архивском грађом. Обавља послове заштите, истраживања, евидентирања, прикупљања, сређивања, публиковања и презентације културних добара уметничких радова Милене Павловић-Барили и породичне заоставштине. Приоритетан значај у раду Галерије има стална музејска поставка, која представља хронолошки пресек Милениног опуса од 1926. до 1945. године. У саставу сталне поставке су и витрине са Милениним личним предметима, сликарским прибором и другим породичним успоменама.

## Бијенале
Године 1983. одржан је први Бијенале Милене Павловић-Барили, које се отвара на дан њеног рођења 5. новембра. Од другог Бијенала, одржаног 1985. године, манифестација се одржава под називом У светлости Милене, а седми Бијенале, одржано 1997. године, добија интернационални карактер. Основни задатак Бијенала је да поштује изворне, етичке и естетичке принципе животног дела Милене Павловић Барили. На Бијеналу се додељују званичне награде по оцени стручног жирија и плакета са Милениним ликом, рад вајара Небојше Митрића.

## Гостујуће изложбе
Галерија је имала и неколико десетина репрезентативних изложби одржаних у европским градовима: Бриселу, Парми, Паризу, Букурешту, Братислави, Прагу, Брну, Скопљу и Загребу као и у многим градовима у Србији међу којима је изложба одржана у Галерији Српске академије наука и уметности у Београду, као и изложбе у Сомбору, Сремској Митровици и Горњем Милановцу.

## Издавачка делатност Фондације

#### Монографије
- Милојковић, Јелица (2009). Милена Павловић-Barilli (Пожаревац, 1909 - Њујорк, 1945) : звезданим трагом : Галерија САНУ, Београд, 17. јул - 25. август 2009 - каталог изложбе. Пожаревац: Фондација Миленин дом - Галерија Милене Павловић-Barilli. ISBN 978-86-903193-8-1. 168283148
- Милојковић, Јелица; Манојловић, Мирољуб (2013). Галерија Милене Павловић Barilli : 50 година постојања и рада. Пожаревац: Фондација Миленин дом, Галерија Милене Павловић Barilli. ISBN 978-86-913151-2-2. 196288780

#### Збирке поезије
- Павловић Barilli, Милена (2014). Поезија. Пожаревац: Фондација Миленин дом, Галерија Милене Павловић Barilli. ISBN 978-86-913151-4-6. 211189004